# Campo magnetico rotante
Un campo magnetico rotante è generato in un sistema di bobine alimentate da correnti alternate multifase. Le correnti circolanti nei diversi avvolgimenti generano un campo magnetico; la posizione delle bobine e la fase relativa delle correnti risulta in un campo magnetico la cui direzione ruota nel tempo.

## Campo magnetico alternato

magnetico con vettore corrente

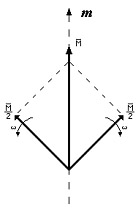
Campo magnetico rotante alternato

Un campo magnetico alternato e pulsante è quello generato da una corrente alternata monofase che circola in un avvolgimento; esso è localizzato da un vettore di direzione costante corrispondente all'asse magnetico dell'avvolgimento (direzione nella quale si esplica il flusso di induzione prodotto dalla corrente) e di verso alternato.
Esso è pertanto un campo fisso (non ruota) che si può però pensare come l'insieme di due campi rotanti di ampiezza pari a metà dell'originale che ruotano in direzione opposta con stessa pulsazione {\displaystyle \omega } ({\displaystyle 2\pi } × frequenza).
Il luogo dei punti dell'estremo del vettore che rappresenta il campo è un segmento.

## Campo magnetico rotante diretto (o puro)

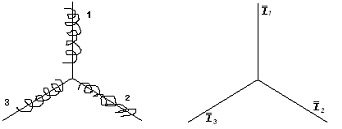
Terna trifase diretta

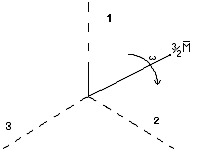
Campo magnetico rotante puro

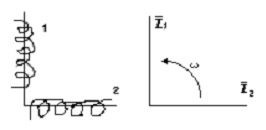
Campo magnetico rotante puro bifase

È il campo prodotto da una terna simmetrica ed equilibrata di sequenza diretta di correnti alternate, ovvero di ugual ampiezza, uguale pulsazione {\displaystyle \omega } e sfasate di 120° l'una rispetto alle altre in senso antiorario, circolanti in tre bobine con asse magnetico sfasato di 120°. Ogni induttore produce nei punti del suo asse un campo magnetico con direzione parallela al suo asse ed intensità proporzionale al valore istantaneo della corrente circolante in esso. Nel punto di intersezione degli assi dei tre induttori i tre campi magnetici si sovrappongono; essendo generati da correnti alternate anche i campi risultano variabili nel tempo (la direzione rimane costante, variano modulo e verso). Ognuno di questi campi può essere scomposto in due vettori rotanti in senso opposto con velocità angolare +-{\displaystyle \omega } e con modulo vettoriale uguale alla metà di quello prodotto ({\displaystyle {\frac {1}{2}}M}). La somma dei tre campi magnetici può, quindi, essere vista come una somma vettoriale di due terne di vettori rotanti: una terna con velocità angolare -{\displaystyle \omega } e l'altra con velocità angolare +{\displaystyle \omega }.
La prima rappresenta una terna simmetrica, dunque la somma vettoriale risulta nulla in ogni istante. La seconda, invece, (con velocità +{\displaystyle \omega }) da come risultante della somma vettoriale un vettore rotante con modulo {\displaystyle {\frac {3}{2}}Hm} evelocità angolare {\displaystyle \omega }. Quindi il campo risultante è un campo rotante di velocità angolare {\displaystyle \omega } che ruota nel senso ciclico delle fasi, ed è detto diretto perché segue il senso di successione delle fasi. Ha ampiezza {\displaystyle {\frac {3}{2}}Hm}, dove {\displaystyle Hm} è l'ampiezza del campo alternativo associato a ciascuna fase. Il luogo dei punti dell'estremo del vettore che rappresenta il campo è una circonferenza.
Il primo scienziato ad aver realizzato un tale campo magnetico fu l'ingegnere italiano Galileo Ferraris che lo ideò nel 1882 e nel 1888 lo brevettò, anche se il merito di questa scoperta venne contestato dal serbo Nikola Tesla.

Il campo rotante può essere prodotto anche da due singole correnti di ugual valore efficace e pulsazione {\displaystyle \omega }, sfasate di 90° nel tempo circolanti in due bobine sfasate nello spazio di 90°: si parla allora di sequenza diretta bifase. Il campo risultante è un campo rotante puro, che ruota a velocità {\displaystyle \omega } nel senso di successione delle fasi e di ampiezza {\displaystyle M}. Fu questa la prima forma di campo magnetico rotante ad essere scoperta da Galileo Ferraris nel 1885.
È possibile anche produrre un campo rotante che ruota in verso opposto e si parla di campo inverso. Nel caso di terna di correnti sarà sufficiente invertire tra loro due delle tre fasi in modo da invertirne il senso ciclico; ugualmente nel caso bifase entrambe le fasi vanno invertite.

## Campo magnetico ellittico

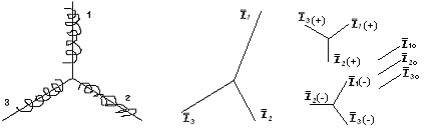
Terna trifase squilibrata

In presenza di una terna squilibrata di correnti (diverse ampiezze e sfasamento reciproco diverso da 120°) è necessario uno studio alle sequenze.
La terna diretta produce un campo rotante diretto di ampiezza {\displaystyle M+}, la terna inversa un campo rotante inverso di ampiezza {\displaystyle M-}, quella omopolare non dà contributo. Le due ampiezze dei campi diretto e inverso sono in generale diverse (ovvero sono diversi i valori efficaci di corrente della sequenza diretta e inversa).
Il luogo dei punti dell'estremo del vettore somma dei due vettori rappresentanti i campi diretto e inverso è un'ellisse, con asse maggiore pari alla somma dei due vettori e asse minore pari alla differenza.
Questo campo ellittico può essere visto come un campo generico di cui il campo alternativo e quello rotante sono dei casi particolari, ovvero il campo alternativo è un campo ellittico con ampiezza delle due componenti uguali ({\displaystyle M+=M-}) e quello rotante è un campo ellittico con una delle due componenti nulla.
Il campo ellittico può anche essere prodotto da un sistema di correnti bifase squilibrato con assi magnetici degli avvolgimenti a 90°.